# Silenci documental
El silenci documental fa referència a la manca de resultats. Es pot donar el cas que en realitzar una cerca documental no es troben resultats o no es troben documents pertinents, sent conscients que n'hi ha. L'estratègia de cerca pot no ser l'adequada o les fonts consultades poden no ser les correctes.
Per exemple, el document "Els sacerdots a Barcelona durant el segle xix" arriba a un sistema documental. El document s'indexa automàticament, extraient les paraules del títol i del resum. Si un usuari vol fer una consulta per a trobar informació sobre els clergues durant la Guerra del Francès i formula la consulta emprant el terme clergues no recuperarà aquest document, que és totalment pertinent. S'haurà produït una manca d'informació, un silenci documental. A fi d'evitar-ho, ha de preveure i indicar tots els possibles sinònims de la paraula clergues en la seva estratègia de cerca. També desconeix si el terme estarà en singular o plural i, per tant, cal que faci un truncament.
L'estratègia que es pot dur a terme per minimitzar el silenci documental serà utilitzar termes més genèrics o canviar la cerca, fent una reflexió sobre els millors termes, a ser possible unívocs, les seves possibles variacions o sinònims i utilitzar operadors booleans.
La primera justificació de l'existència dels llenguatges documentals artificials o controlats és la necessitat d'univocitat (un únic terme, un únic concepte): com més propers siguin al llenguatge natural, més grans seran els riscos de trobar silenci i soroll documentals en la recuperació de la informació. Els llenguatges lliures tenen uns costos molt baixos, però presenten més problemes en la recuperació (soroll i silenci documental).